# Коренберг, Эдуард Исаевич
Эдуа́рд Иса́евич Коренбе́рг (род. 30 ноября 1936, Одесса) — советский и российский акаролог, паразитолог и эпидемиолог. Доктор биологических наук (1978), профессор (1987), Заслуженный деятель науки Российской Федерации (2006).

## Биография
Родился 30 ноября 1936 года в Одессе. Вскоре после рождения семья переехала в Москву. В период обучения в школе занимался в Кружке юных биологов московского зоопарка. После окончания естественно-географического факультета Московского областного педагогического института поступил на работу в Институт эпидемиологии и микробиологии им Н. Ф. Гамалеи. Кандидатская диссертация была защищена в 1965 году по теме «Птицы природного очага клещевого энцефалита в европейских южнотаежных лесах». В 1978 году защитил докторскую на тему «Современные проблемы эпизоотологии клещевого энцефалита». В 1987 году стал профессором по специальности «паразитология». В 2006 году получил почётное звание Заслуженный деятель науки Российской Федерации.

## Научные достижения
Впервые на территории России выявил очаги иксодовых клещевых боррелиозов, моноцитарного эрлихиоза и гранулоцитарного анаплазмоза. Предложил подходы к диагностике и профилактике инфекций передаваемых иксодовыми клещами. Предложил концепцию преадаптации патогенных для человека возбудителей природноочаговых заболеваний и гипотезу о природе вирусов гриппа А. Под руководством Коренберга защищено 20 диссертаций. Входит в состав редколлегий нескольких журналов, в том числе «Медицинская паразитология и паразитарные болезни», «Паразитология», «Эпидемиология и Вакцинопрофилактика» и «Ticks and Tick-Borne Diseases». Входил в число организаторов крупных научных конференций и съездов.

### Награды и премии
Коренберг удостоен множества наград и научных премий в том числе:
- премия Академии медицинских наук СССР имени П. Г. Сергиева (1982)
- премия Президиума РАН имени Е. Н. Павловского (1999 г.)
- Национальной премии лучшим врачам России «Призвание» (2014)
- медаль «Ветеран труда»
- медаль «За строительство Байкало-Амурской магистрали»
- медаль «В память 850-летия Москвы»
- знак «Отличнику здравоохранения».

## Публикации
Автор более 500 публикаций, в том числе:

### Статьи
- Postic D., Bellenger E., Baranton G., Korenberg E., Gorelova N., Kovalevski Y.V. Borrelia burgdorferi sensu lato in Russia and neighbouring countries: high incidence of mixed isolates (англ.) // Research in Microbiology : Журнал. — 1997. — Vol. 148, no. 8. — P. 691—702. — ISSN 0923-2508. — doi:10.1016/S0923-2508(99)80068-0.
- Коренберг Э. И. Взаимоотношения возбудителей трансмиссивных болезней в микстинфицированных иксодовых клещах (Ixodidae). // Паразитология (журнал) : Журнал. — 1999. — Т. 33, № 4. — С. 273—289. — ISSN 0031-1847.
- Ravyn M. D., Korenberg E. I., Oeding J. A., Kovalevskii Y. V., Johnson R. C. Monocytic ehrlichia in Ixodes persulcatus ticks from Perm, Russia (англ.) // The Lancet : journal. — 1999. — Vol. 353, no. 9154. — P. 722—723. — ISSN 0140-6736. — doi:10.1016/S0140-6736(98)05640-2.
- Korenberg E.I., Kovalevskii Y.V., Moskvitina G.G., Karavanov A.S. Mixed infection by tick-borne encephalitis virus and borrelia in ticks (англ.) // Medical & Veterinary Entomology : journal. — 1999. — Vol. 13, no. 2. — P. 204—208.. — ISSN 0269-283X. — doi:10.1046/j.1365-2915.1999.00166.x.
- Korenberg E. Seasonal population dynamics of ixodes ticks and tick-borne encephalitis virus (англ.) // Experimental and Applied Acarology : journal. — 2000. — Vol. 24, no. 9. — P. 665—681. — ISSN 0168-8162. — doi:10.1023/A:1010798518261.
- Коренберг Э. И. Природная очаговость инфекций: современные проблемы и перспективы исследований // Зоологический журнал : Журнал. — 2010. — Т. 89, № 1. — С. 5—17. — ISSN 0044-5134.
- Pomelova V., Korenberg E.,Kuznetsova T. & Osin N. Utility of Borrelia burgdorferi sensu stricto C6 Peptide for Serologic Confirmation of Erythema-Free Ixodid Tick-Borne Borrelioses in Russia (англ.) // BioMed Research International : journal. — 2018. — Vol. 290. — P. 1—12. — ISSN 2314-6141. — doi:10.1155/2018/5291926.
- Салман Э. Р., Коренберг Э. И. и Асатрян М. Н. Моделирование эпизоотического процесса облигатно-трансмиссивных инфекций, передающихся иксодовыми клещами // Успехи современной биологии : Журнал. — 2018. — Т. 138, № 6. — С. 583–601. — ISSN 0042-1324. — doi:10.7868/S0042132418060066.

### Монографии
- Коренберг Э. И. Биохорологическая структура вида (на примере таежного клеща). — М.: Наука, 1979. — 170 с.

- Коренберг Э. И. и Ковалевский Ю. В. Районирование ареала клещевого энцефалита. — М.: Наука, 1981. — 148 с.
- Коренберг Э. И., Помелова В.Г. и Осин Н. С. Природноочаговые инфекции, передающиеся иксодовыми клещами / Под редакцией  А. Л. Гинцбурга и В. Н. Злобина. — М.: Наука, 2013. — 464 с. — ISBN 978-5-94822-070-3.